# Там, внутри (пьеса)
«Там, внутри» (фр. Intérieur) — одноактная символистская пьеса бельгийского писателя Мориса Метерлинка, написанная в 1894 году.
Премьерный показ спектакля состоялся 15 марта 1895 года в театре «Théâtre de l'Œuvre» (Париж).
Одна из немногих пьес Метерлинка, написанных для кукольного театра, создавалась в одно время с пьесами «Алладина и Паломид» и «Смерть Тентажиля». Метерлинк объединил эти три произведения под общим названием «Маленькие драмы для марионеток» (1894).

## Действующие лица
| В саду                | В доме                |
| --------------------- | --------------------- |
| Старик                | Отец                  |
| Незнакомец            | Мать                  |
| Марта, внучка старика | Две дочери (без слов) |
| Мария, внучка старика | Ребёнок               |
| Крестьянин            |                       |
| Толпа                 |                       |

Метерлинк создаёт напряжение, противопоставляя страдания персонажей в саду спокойствию семьи в доме.
Драматург предлагает два взгляда на происходящее в пьесе: один — взгляд персонажей на авансцене, другой — зрителей в зале.

## Сюжет
Действие происходит в саду перед жилым домом с тремя освещёнными окнами, в которых видны члены семьи, беззаботно проводящие вечер.
Старик и Незнакомец появляются в саду и внимательно наблюдают за семьёй. Они должны сообщить им о смерти их третьей дочери, которую Незнакомец нашёл утонувшей в реке. Они думают о том, как сделать это по возможности осторожнее до того, как тело принесут к дому.
Долго мучаясь, Старик решается войти в дом и сообщить о беде, что он и делает.

## История создания
В 1890-е годы Метерлинк интенсивно занимался философскими вопросами, связанными со смертью. За это время он написал в общей сложности пять драм, посвящённых теме ухода из жизни.
Метерлинк, интересовавшийся работами Шопенгауэра, считал, что человек бессилен перед силами судьбы. Полагая, что ни один актёр не сможет должным образом воплотить на сцене его идеи, Метерлинк решил, что марионетки будут хорошей альтернативой. Управляемые верёвками марионетки, таким образом, являются олицетворением полного контроля судьбы над человеком.

## Постановки
- 1919: постановка режиссёра Мориса де Феро в Комеди Франсез.
- 2017: постановка режиссёра Nâzim Boudjenah в Комеди Франсез[5].

## В культуре
Во введении в «Сонату призраков» Августа Стриндберга и в сценах в «Шторме» того же автора обнаруживается связь с пьесой «Там, внутри». Не исключено, что произведение Метерлинка оказало влияние на Стриндберга.